# Neuroth (Kirchroth)
Neuroth ist ein Dorf in der Gemeinde Kirchroth im niederbayerischen Landkreis Straubing-Bogen. Neuroth gehörte bis zum 30. April 1978 zur Gemeinde Saulburg, die im Zuge der Gebietsreform in Bayern aufgelöst wurde.

## Lage
Das Dorf liegt drei Kilometer nördlich vom Kernort Kirchroth im Tal der Kößnach. Die umliegenden Dörfer sind Aufroth, Saulburg und Geßmannszell.

## Geschichte
Es ist nicht mit Sicherheit festzustellen, ob der Name des Ortes von roden stammt oder aber sich auf das Gewässer Rot bezieht. Zum einen fanden hier im 9. Jahrhundert Rodungen durch Mönche statt, zum anderen beinhalten die heutigen Orte Kirchroth, Aufroth, Rotmühl, Roth oder Kragenroth ebenfalls den Flussnamen. Neuroth und gehörte 1818 zum kurbayerischen Landgericht Mitterfels. Nach der Diözesanmatrikel von 1860 wurden in der Einöde Neuroth zwei Häuser mit 13 Bewohnern gezählt. Als am 1. Mai 1978 die Einheitsgemeinde Kirchroth geschaffen wurde, besaßen die Ortsteile Aufroth und Neuroth zusammen 220 Einwohner.

## Einwohnerentwicklung
| Jahr      | 1871 | 1875 | 1885 | 1900 | 1925 | 1950 | 1961 | 1970 | 1987 |
| --------- | ---- | ---- | ---- | ---- | ---- | ---- | ---- | ---- | ---- |
| Einwohner | 26   | 30   | 39   | 25   | 26   | 31   | 42   | 37   | 40   |